# 李元錫 (演員)
李元錫（韓語：이원석，1992年6月23日—），韓國男演員。原以藝名李俊宇活動，2022年起改以本名重新出發。

## 影視作品

### 劇集
| 年份 | 播放平台 | 劇名                      | 角色     | 備註  |
| 2013 | SBS      | 《繼承者們》              | 學生     |       |
| 2017 | KBS2     | 《學校2017》              | 高鶴中   | [ 3 ] |
| 2018 | Oksusu   | 《獨孤 rewind》           | 金大基   |       |
| 2019 | JTBC     | 《輔佐官—改變世界的人們》 | 隨行秘書 |       |
| 2020 | NETFLIX  | 《Sweet Home》            | 柳載煥   | 配角  |
| 2022 | Disney+  | 《警校菜鳥》              | 嚴赫     | 配角  |
| 2023 | NETFLIX  | 《Sweet Home 2》          | 柳載煥   | 配角  |
| 2024 | SBS      | 《熱血司祭2》             | 吳尚滿   | 配角  |

### 電影
| 年份 | 片名                 | 角色     | 性質 | 備註  |
| 2017 | 《獄火重生：金昌洙》 | 押送看守 |      |       |
| 2023 | 《風車》             | 黃鼠狼   | 主演 | [ 8 ] |

## 外部連結
- 官方网站
- 李元錫的Instagram帳戶
- 李元錫在NAVER上的资料
- 李元錫在Daum上的资料
- 李元錫在韩国电影数据库（KMDb）上的資料（韓語）
- 李元錫在HanCinema的頁面（英文）